# Vasocongestion
La vasocongestion est le gonflement des organes sexuels par augmentation du flux sanguin vasculaire et une augmentation locale de la pression artérielle.

## Sexualité humaine
La vasocongestion est essentielle à la procréation chez les mammifères puisqu'elle provoque le durcissement du pénis et son érection. Elle entraîne le durcissement du clitoris et la lubrification vaginale. La diminution de la vasocongestion chez les femmes ménopausées peut obliger certaines femmes à utiliser un lubrifiant pour éviter la douleur lors des rapports sexuels.
D'autres formes de vasocongestion au cours de l'activité sexuelle humaine comprennent les rougeurs sexuelles et le gonflement des mamelons chez les hommes et les femmes.
La vasocongestion accompagnée d'une inactivité sexuelle peut entraîner des douleurs semblables à des crampes, des « boules bleues » chez les hommes et une « lourdeur » pelvienne désagréable chez les femmes, semblable au début des règles.